# 足立健弼
足立 健弼（あだち けんすけ、生没年不詳）は、日本の政治家。鳥取県西伯郡県村長。族籍は鳥取県士族。

## 人物
県村助役、同村長、同村会議員をつとめる。『山陰実業名鑑』によると、地価所有高は506円38銭である。